# Only Teardrops (singolo)
Only Teardrops è il singolo di debutto della cantante danese Emmelie de Forest, pubblicato il 2 maggio 2013 da Sony Music come primo estratto dall'omonimo album, pubblicato invece da Universal Music.
Dopo aver trionfato al Dansk Melodi Grand Prix 2013, il brano ha rappresentato la Danimarca all'Eurovision Song Contest 2013, vincendo la cinquantottesima edizione del festival con 281 punti e consegnando alla nazione scandinava la sua terza vittoria alla manifestazione musicale. Il brano è all'8º posto tra le canzoni partecipanti alla manifestazione negli anni 2010 per percentuale di punti ottenuti, 5° considerando solo i brani vincitori.

## Composizione e pubblicazione

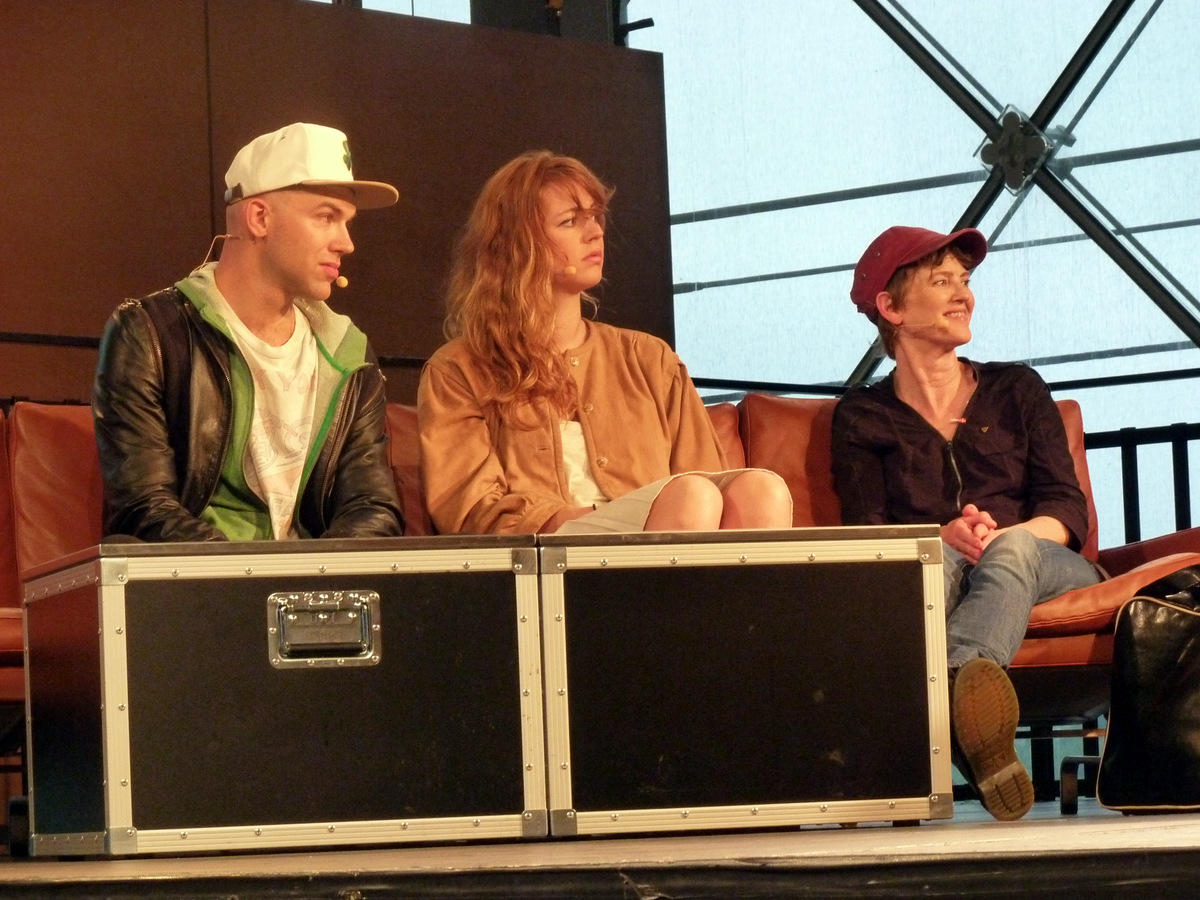
I tre autori del brano: Thomas Stengaard, Julia Fabrin Jakobsen e Lise Cabble.

### Composizione e registrazione
Nel 2012 Emmelie de Forest, intenzionata a prendere parte al Dansk Melodi Grand Prix, fu messa in contatto con gli autori del brano dal futuro produttore esecutivo del singolo Anders Fredslund-Hansen, attraverso l'etichetta Good Songs Publishing, del gruppo Universal Music. Lise Cabble, Julia Fabrin Jakobsen e Thomas Stengaard si misero quindi al lavoro per creare la canzone adatta. Cabble in particolare si trovò alla sua dodicesima produzione per il festival danese.
Sotto la supervisione di Fredslund-Hansen, de Forest registrò una demo nell'agosto 2012 per poi inviarla all'emittente danese Danmarks Radio come candidata per il Dansk Melodi Grand Prix 2013.

### Pubblicazione
La traccia è stata pubblicata il 22 gennaio 2013 in Danimarca come parte della compilation Dansk Melodi Grand Prix 2013. In seguito alla vittoria nella competizione canora danese il brano fu pubblicato come singolo il 2 maggio successivo in tutto il mondo, in formato CD, digitale e in streaming, e nuovamente il 14 giugno in Austria, Germania e Svizzera in formato CD.
Il 29 aprile successivo la traccia principale è stata inclusa nel primo CD della compilation ufficiale dell'Eurovision Song Contest 2013, Eurovision Song Contest Malmö 2013 - We Are One, pubblicata in Europa e Australia. La compilation inoltre, in un secondo formato digitale pubblicato il 22 aprile, incluse la versione karaoke del brano.
Il 24 giugno 2013 fu inoltre pubblicato in formato digitale un remix in chiave dance ad opera del disc jockey danese Kongsted, pseudonimo di Andreas Lau Kongsted Jespersen Jensen.

## Descrizione

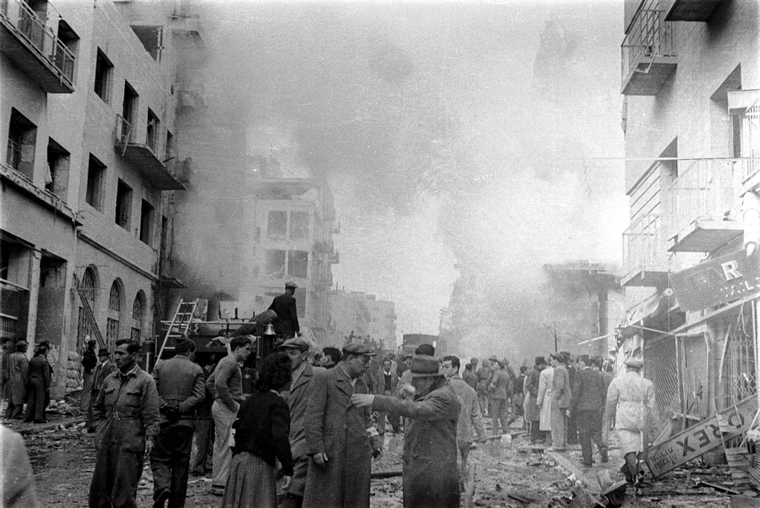
I risultati degli attentati suicidi di Ben Hyuda del 1948 a Gerusalemme. Secondo Kristen Bjørnkjær, giornalista e scrittore danese, la descrizione del cielo rosso è un elegante richiamo al sangue versato dai conflitti.

La melodia del brano si presenta come un incrocio tra la musica pop ed elementi folkloristici, come ad esempio il tin whistle e la grancassa. Proprio l'utilizzo dello strumento a fiato, tipico della musica celtica e largamente diffuso in Nord Europa, è stato particolarmente apprezzato dal quotidiano britannico The Independent e dalla rivista musicale New Musical Express.

L'interpretazione del testo può seguire due strade differenti: da un lato si può vedere un dialogo di una coppia di innamorati, in continuo conflitto tra loro, che è alla ricerca di una ragione per cui "continuare a distruggersi a vicenda", "vergognandosi di loro stessi"; dall'altro si può leggere un richiamo alla guerra, tesi sostenuta dagli stessi autori, che lascia spazio ad una speranza di pace. In particolare il giornalista e poeta danese Kristen Bjørnkjær lo ha paragonato ad un'elegia e ha visto nei versi di apertura ("The sky is red tonight|We're on the edge tonight|No shooting star to guide us") un chiaro richiamo al sangue (ossia il cielo rosso) e al desiderio di pace. New Musical Express ha altresì notato un possibile, seppur inverosimile, parallelo con il rapporto conflittuale tra Regno Unito ed Unione europea.

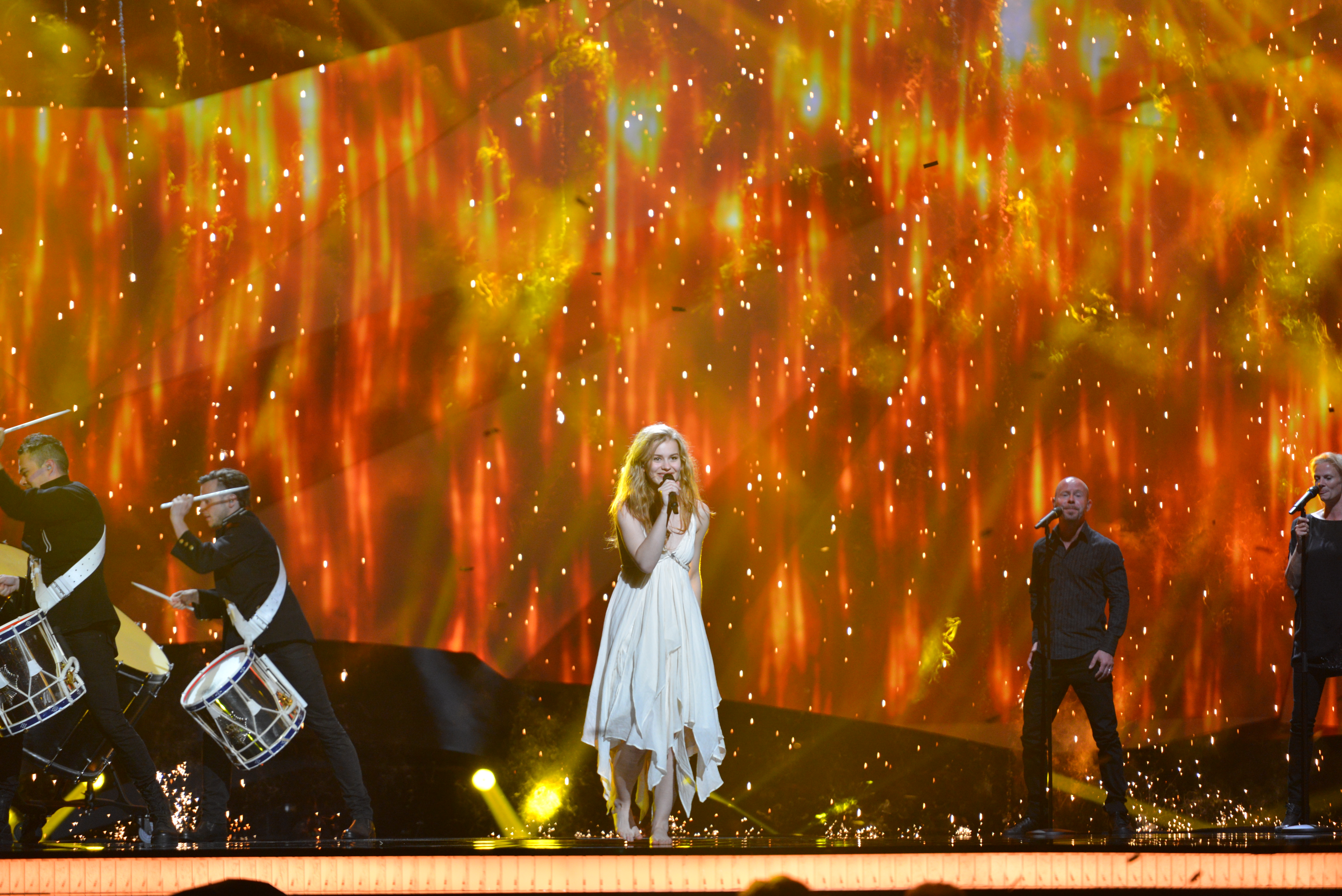
Emmelie de Forest presso la Malmö Arena.

Secondo la stessa interprete "la canzone fa pensare a come ci trattiamo l'un l'altro e nonostante la sua malinconia diffonde un po' di speranza per il futuro". La voce di de Forest è stata paragonata a quella della cantautrice colombiana Shakira e secondo Thomas Stengaard, uno degli autori del brano, è stata proprio la voce della giovane cantante a rendere "unico" il brano. Stengaard stesso ha sostenuto che l'obiettivo degli autori era quello di diffondere un messaggio di fratellanza, in linea con lo slogan eurovisivo di quell'anno: We Are One, letteralmente "siamo una cosa sola". Inoltre ha sostenuto che l'ascoltatore era libero di interpretare la canzone sia dal lato dei conflitti, che infatti "portano solo lacrime", sia da quello di una relazione in crisi.

## Video musicale
Il primo video musicale della canzone è stato caricato su YouTube il 20 febbraio 2013 sul canale ufficiale dell'Eurovision Song Contest, in seguito alla notizia che la cantante avrebbe rappresentato la Danimarca al concorso canoro europeo, e riporta l'esibizione al Dansk Melodi Grand Prix.
Il video ufficiale del singolo invece è stato caricato sulla stessa piattaforma il 14 giugno 2013 (sul canale ufficiale del Dansk Melodi Grand Prix) ed è stato diretto da Michael Sauer Christensen. Il video è ambientato in una radura nella foresta e sulla riva del mare deserta, a cui sono alternati spezzoni in bianco e nero della cantante al termine della vittoriosa serata del DMGP. Lo stesso video è stato caricato nuovamente sul canale Vevo della cantante il 24 giugno successivo.

## Partecipazione all'Eurovision Song Contest

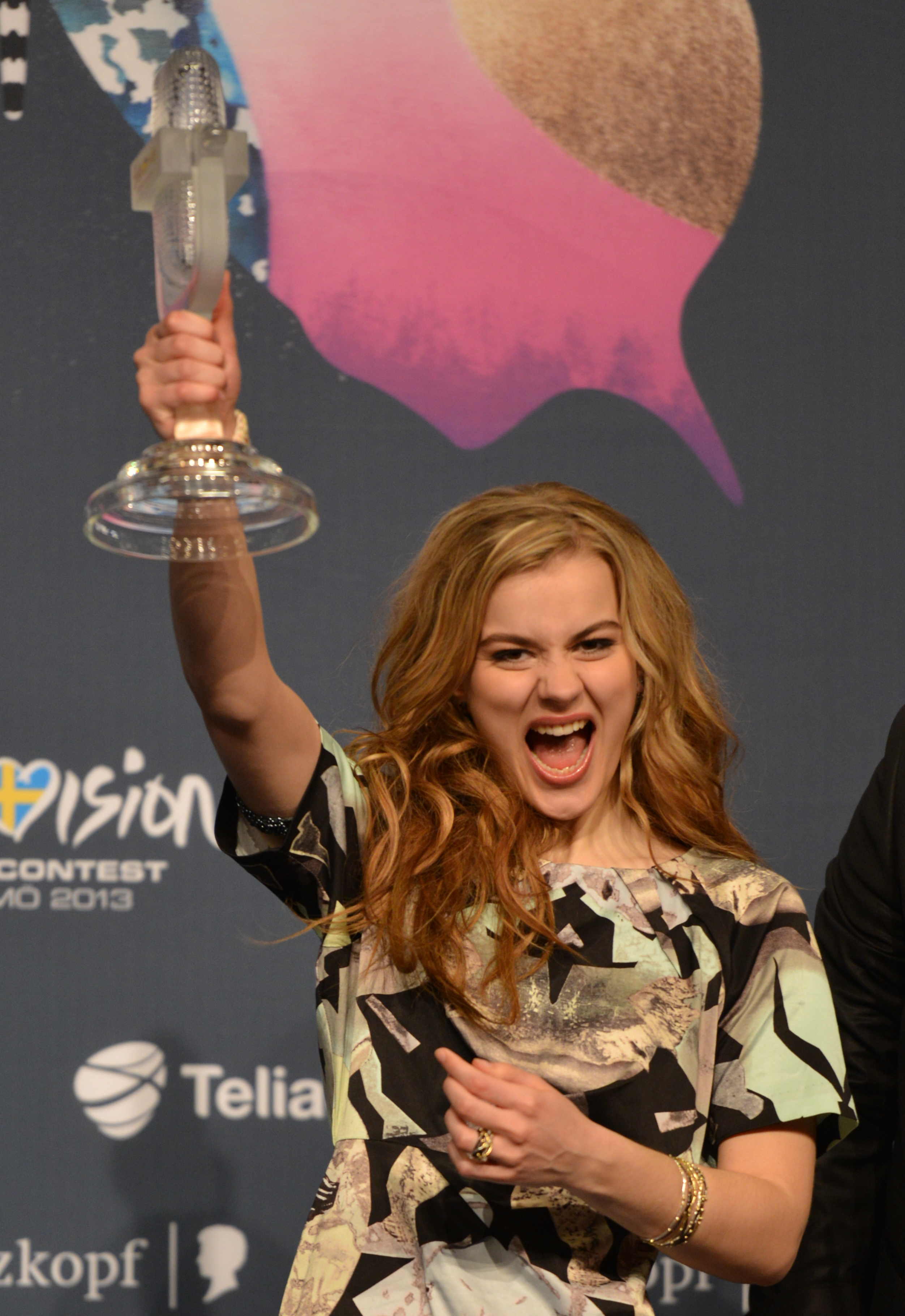
Emmelie de Forest durante la conferenza stampa seguita alla sua vittoria all'Eurovision Song Contest.

Il brano fu selezionato per prendere parte al Dansk Melodi Grand Prix 2013, il processo di selezione nazionale per il rappresentante della Danimarca all'Eurovision Song Contest. Tra i primi tre favoriti secondo gli allibratori, insieme a Mohammed Ali e Simone Egeriis, la cantante riuscì a qualificarsi per la superfinale, che vinse con 26 punti mettendo d'accordo televoto e giuria.
La vittoria al festival le diede il diritto di rappresentare la Danimarca per la sua quarantatreesima partecipazione all'Eurovision Song Contest 2013, ospitato dalla città svedese di Malmö, anche se contrariamente a diversi concorrenti la cantante non prese parte agli eventi promozionali ufficiali.
Emmelie de Forest, accompagnata da due batteristi, Morten Specht Larsen e Jacob Baagøe Thomsen, e da tre coristi, Anne Murillo, Heidi Degn e Anders Øhrstrøm, gareggiò nella prima semifinale, esibendosi 5ª fra Croazia e Russia. Dopo aver vinto la serata con 167 punti, la de Forest si esibì nella finale al 18º posto, tra Ungheria e Islanda, vincendo l'edizione con 281 punti e consegnando alla Danimarca la sua terza vittoria dopo Grethe & Jørgen Ingmann nel 1963 e gli Olsen Brothers nel 2000.
La vittoria alla manifestazione musicale europea portò l'Eurovision Song Contest nuovamente in Danimarca, presso la B&W Hallerne di Copenaghen. Come da tradizione la cantante si esibì con la canzone vincitrice e un altro singolo, Rainmaker, sia nella prima semifinale che nella finale.

### Altre esibizioni
Nel mese di luglio 2013 Emmelie de Forest fu invitata come ospite allo Slavjanski Bazaar di Vicebsk, in Bielorussia, esibendosi con Only Teardrops durante la cerimonia di apertura. Nel corso dello stesso anno si esibì alla cerimonia di chiusura del campionato europeo maschile di pallavolo 2013 presso lo Stadio Parken, al Junior Eurovision Song Contest 2013 e durante il programma televisivo tedesco ZDF-Fernsehgarten.
Il brano è rimasto nella memoria eurovisiva anche diversi anni dopo la sua vittoria, come dimostra la partecipazione di de Forest con Only Teardrops all'Eurovision Song Contest's Greatest Hits, organizzato nel 2016 per celebrare il 60º anniversario del concorso canoro europeo, e al Het Grote Songfestivalfeest, organizzato nel 2020. L'interprete è stata inoltre invitata ad esibirsi come intervallo nelle finali del Söngvakeppnin 2018 (il processo di selezione per il rappresentante dell'Islanda all'Eurovision Song Contest 2018) e della Selecția Națională 2019 (il processo di selezione per il rappresentante della Romania all'Eurovision Song Contest 2019).

## Accoglienza
Dopo la vittoria al Dansk Melodi Grand Prix 2013 il brano ha ottenuto recensioni generalmente positive. In un'intervista con il giornale danese Berlingske, Ole Tøpholm, esperto dell'Eurovision Song Contest nonché commentatore dell'evento per la Danimarca dal 2011, ha sostenuto l'unicità del pezzo rispetto alle altre proposte danesi per il festival musicale in termini di "melodia, voce e spettacolo".
Nel 2020 il quotidiano britannico The Independent l'ha posizionata al 12º posto tra i 67 vincitori dell'Eurovision Song Contest, lodando l'utilizzo del tin whistle, considerato uno dei migliori utilizzi di elementi folk tra i brani partecipanti alla manifestazione.
Secondo New Musical Express Only Teardrops è una delle 12 canzoni eurovisive "non proprio da buttare". La rivista musicale britannica l'ha infatti inserita al 6º posto nella classifica stilata in un articolo del 2017 sostenendo che fosse "avanti rispetto ai suoi tempi" e accostando il ritmo al disc jockey svedese Avicii e al gruppo musicale islandese Of Monsters and Men.

## Tracce
Download digitale
1. Only Teardrops – 3:03

CD
1. Only Teardrops – 3:03
2. Only Teardrops (versione strumentale) – 3:03

Download digitale - Kongsted remix
1. Only Teardrops (Kongsted remix) – 5:34
2. Only Teardrops (Kongsted remix per radio) – 3:40

## Formazione
- Emmelie de Forest – voce
- Gunhild Overegseth – cori
- Frederik Thaae – batteria, chitarra, tastiera, produzione, programmazione
- Hans Find Møller – tin whistle
- Anders Fredslund-Hansen – produzione esecutiva
- Tore Nissen – produzione vocale, missaggio

## Cover
Partecipando all'Eurovizijos 2014 (il processo di selezione del rappresentante della Lituania all'Eurovision Song Contest 2014) la cantante lituana Mia, nome d'arte di Vilija Pilibaitytė, scelse di portare il brano al 3° show delle audizioni dal vivo, riuscendo ad avanzare.
La cantante tedesca Nicole Hohloch ha inciso una cover di Only Teardrops in tedesco, dal titolo Tausend tränen, pubblicata nell'album 12 Punkte - Song Contest Siegertitel, uscito nel 2017.
Nel 2019 il gruppo musicale norvegese Keiino ha pubblicato su YouTube una cover acustica del brano.
Durante gli home concerts organizzati dall'Unione europea di radiodiffusione in sostituzione dell'Eurovision Song Contest 2020, cancellato a causa della pandemia di COVID-19, il brano è stato riproposto dal cantante danese Rasmussen, rappresentante della Danimarca all'Eurovision Song Contest 2018.

## Successo commerciale
Il brano ha debuttato al secondo posto della Track Top-40 danese il 1º febbraio 2013, raggiungendo il primo posto il 24 maggio dello stesso anno, poco meno di una settimana dopo la sua vittoria all'Eurovision 2013, mantenendo la posizione anche la settimana successiva. Il brano ha ottenuto posizionamenti discreti anche in altre classifiche nordeuropee: Islanda (2°), Svezia (3°), Paesi Bassi (4°) e Irlanda (5°). Proprio in patria la IFPI Danmark ha certificato il singolo come disco di platino una volta per il download digitale (più di 30 000 vendite) e due volte per lo streaming (più di 3 600 000 riproduzioni).
Altri posizionamenti di spicco nelle classifiche europee sono stati raggiunti in altri paesi centrali e meridionali, come ad esempio il primo posto nella classifica dei download in Grecia, terzo posto nella classifica svizzera, quarto in Lussemburgo e quinto in Germania.
A fine anno il singolo è risultato essere il 40° più venduto in Danimarca, oltre che 77° in Germania e 79° in Svezia.

## Classifiche

### Classifiche settimanali
| Classifica (2013) | Posizione massima |
| ----------------- | ----------------- |
| Australia         | 47                |
| Austria           | 7                 |
| Belgio (Fiandre)  | 11                |
| Belgio (Vallonia) | 26                |
| Danimarca         | 1                 |
| Finlandia         | 17                |
| Francia           | 79                |
| Germania          | 5                 |
| Grecia            | 1                 |
| Islanda           | 2                 |
| Irlanda           | 5                 |
| Lussemburgo       | 4                 |
| Norvegia          | 9                 |
| Paesi Bassi       | 4                 |
| Regno Unito       | 15                |
| Slovacchia        | 14                |
| Slovenia          | 29                |
| Spagna            | 8                 |
| Svezia            | 3                 |
| Svizzera          | 3                 |

### Classifiche di fine anno
| Classifica (2013) | Posizione |
| ----------------- | --------- |
| Danimarca         | 40        |
| Germania          | 77        |
| Svezia            | 79        |